# Mike Tenay
Michael William „Mike” Tenay (ok. 1955 r. w Los Angeles) – amerykański komentator wrestlingu. W latach 1996–2001 pracował w World Championship Wrestling (WCW), natomiast od 2002 do 2015 w Total Nonstop Action Wrestling (TNA). W TNA Tenay otrzymał przezwisko „The Professor” z powodu rozległej wiedzy sportowej. Dawny producent wykonawczy TNA i WCW, Eric Bishoff, nazwał go „chodzącą encyklopedią wiedzy”.
Mike Tenay pięciokrotnie odbierał nagrodę Wrestling Observer Newsletter dla najlepszego komentatora.

## Uwagi

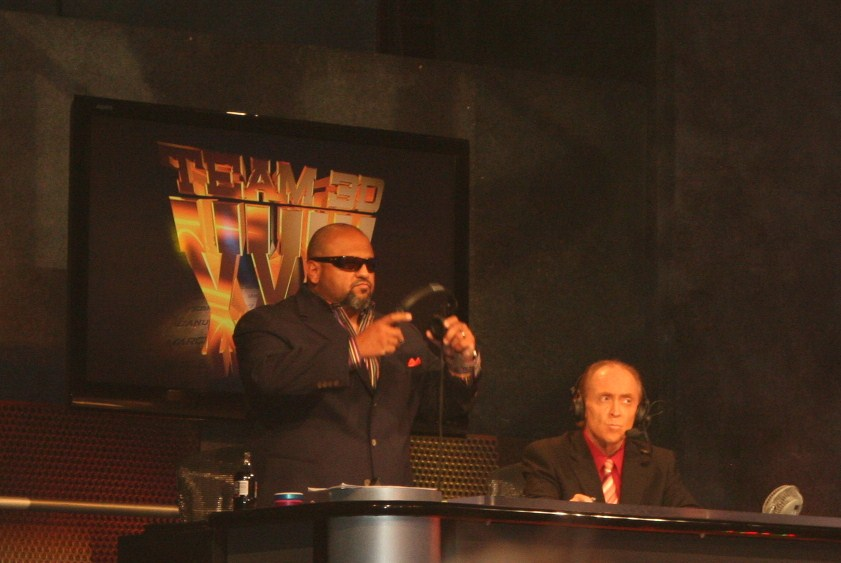
Komentatorzy TNA, Tazz i Mike Tenay, w 2010 roku.